# Такмык
Такмык — село в Большереченском районе Омской области. Административный центр Такмыкского сельского поселения.

## История
В 1928 году состояло из 290 хозяйств, основное население — русские. Центр Такмыкского сельсовета Большереченского района Тарского округа Сибирского края.

## Население
| 1926 | 2002  | 2010  | 2021  |
| ---- | ----- | ----- | ----- |
| 1221 | ↗1659 | ↘1427 | ↘1283 |